# Апостолівська міська рада
Апо́столівська міська́ ра́да — орган місцевого самоврядування в Апостолівському районі Дніпропетровської області. Адміністративний центр — місто Апостолове.

## Загальні відомості
- Населення ради: 17 340 осіб (станом на 2001 рік)

## Населені пункти
Міській раді підпорядковані населені пункти:
- м. Апостолове
- с. Новомар'янівка
- c-ще Українка

## Склад ради
Рада складається з 30 депутатів та голови.
- Голова ради: Протеняк Володимир Михайлович
- Секретар ради: Лепеха Олександр Васильович

### Керівний склад попередніх скликань
| Прізвище, ім'я, по батькові   | Основні відомості                                               | Дата обрання | Дата звільнення |
| ----------------------------- | --------------------------------------------------------------- | ------------ | --------------- |
| Протеняк Володимир Михайлович | Міський голова, 1954 року народження, освіта вища, безпартійний | 26.03.2006   | 31.10.2010      |
| Протеняк Володимир Михайлович | Міський голова, 1954 року народження, освіта вища, безпартійний | 31.10.2010   |                 |

Примітка: таблиця складена за даними сайту Верховної Ради України

### Депутати
За результатами місцевих виборів 2010 року депутатами ради стали:

#### За суб'єктами висування
| Суб'єкт висування                                       | Кількість обраних депутатів | %    |
| ------------------------------------------------------- | --------------------------- | ---- |
| Партія регіонів                                         | 19                          | 63,3 |
| Комуністична партія України                             | 3                           | 10   |
| Політична партія Всеукраїнське об'єднання «Батьківщина» | 2                           | 6,7  |
| Політична партія Всеукраїнське об'єднання «Громада»     | 2                           | 6,7  |
| Політична партія «Фронт Змін»                           | 2                           | 6,7  |
| Народна партія                                          | 1                           | 3,3  |
| Політична партія «Сильна Україна»                       | 1                           | 3,3  |

#### За округами
| № округу                                                | Прізвище, ім'я, по батькові      | Дата визнання обраним | Освіта             | Партійна приналежність                                      | Відомості про обраного депутата |
| ------------------------------------------------------- | -------------------------------- | --------------------- | ------------------ | ----------------------------------------------------------- | --- |
| Комуністична партія України                             |                                  |                       |                    |                                                             | |
| б/м                                                     | Шардуба Олександр Гаврилович     | 03.11.2010            | вища               | член Комуністичної партії України                           | пенсіонер |
| б/м                                                     | Бедренець Тетяна Євгенівна       | 03.11.2010            | вища               | член Комуністичної партії України                           | Апостолівська міська рада, секретар |
| 5                                                       | Алексєєнко Григорій Дмитрович    | 03.11.2010            | середня спеціальна | член Комуністичної партії України                           | пенсіонер |
| Народна Партія                                          |                                  |                       |                    |                                                             | |
| б/м                                                     | Мазний Юрій Володимирович        | 03.11.2010            | вища               | член Народної партії                                        | ВАТ «Укртелеком», заступник начальника |
| Партія регіонів                                         |                                  |                       |                    |                                                             | |
| б/м                                                     | Карпушенко Анжела Володимирівна  | 03.11.2010            | вища               | член Партії регіонів                                        | Апостолівська районна державна адміністрація, заступник голови з соціальних питань                                                                        |
| б/м                                                     | Пєнзєв Юрій Борисович            | 03.11.2010            | вища               | член Партії регіонів                                        | Апостолівське районне управління юстиції, начальник |
| б/м                                                     | Лимаренко Віра Єлисеївна         | 03.11.2010            | вища               | член Партії регіонів                                        | Апостолівський центр підготовки та перепідготовки робітничих кадрів, заступник директора з навчальної роботи                                              |
| б/м                                                     | Горбунов Олександр Володимирович | 03.11.2010            | вища               | член Партії регіонів                                        | управління агропромислового розвитку, начальник |
| б/м                                                     | Великий Олександр Анатолійович   | 03.11.2010            | вища               | член Партії регіонів                                        | приватний підприємець |
| б/м                                                     | Лепеха Олександр Васильович      | 03.11.2010            | вища               | член Партії регіонів                                        | приватний підприємець |
| б/м                                                     | Городкова Валентина Анатоліївна  | 03.11.2010            | вища               | член Партії регіонів                                        | Апостолівська районна державна адміністрація, завідувачка сектору з питань внутрішньої політики, зв'язків з громадськістю та у справах преси і інформації |
| 1                                                       | Штефан Геннадій Володимирович    | 03.11.2010            | вища               | член Партії регіонів                                        | Рай СЕС Апостолівського району, головний лікар |
| 2                                                       | Вовк Володимир Олександрович     | 03.11.2010            | вища               | член Партії регіонів                                        | АЦППРК, заст. директора |
| 3                                                       | Протасов Леонід Сергійович       | 03.11.2010            | вища               | член Партії регіонів                                        | Апостолівський міський ринок, директор |
| 4                                                       | Піскунов Микола Миколайович      | 03.11.2010            | вища               | член Партії регіонів                                        | Апостолівська ЦРЛ, головний лікар |
| 6                                                       | Мазна Ольга Анатоліївна          | 03.11.2010            | вища               | член Партії регіонів                                        | Апостолівська загальна освітня середня школа № 1, вчитель                                                                                                 |
| 7                                                       | Шкленська Наталя Григорівна      | 03.11.2010            | вища               | член Партії регіонів                                        | Апостолівська райрада, керуюча справами |
| 9                                                       | Петренко Олександр Павлович      | 03.11.2010            | вища               | член Партії регіонів                                        | Апостолівська загальноосвітня середня школа № 4, вчитель                                                                                                  |
| 10                                                      | Компанець В'ячеслав Якович       | 03.11.2010            | вища               | член Партії регіонів                                        | Апостолівські районні електричні мережі, головний інженер                                                                                                 |
| 11                                                      | Кононенко Олександр Миколайович  | 03.11.2010            | вища               | член Партії регіонів                                        | Залізнична станція Чортомлик, начальник |
| 12                                                      | Мухін Володимир Петрович         | 03.11.2010            | вища               | член Партії регіонів                                        | Комунальне підприємство Апостолівске житлово-експлуатаційне підприємство", головний інженер                                                               |
| 13                                                      | Перевишин Антон Володимирович    | 03.11.2010            | вища               | член Партії регіонів                                        | Приватне підприємство Перевишин, директор |
| 15                                                      | Гладун Анатолій Васильович       | 03.11.2010            | середня спеціальна | член Партії регіонів                                        | Приватне підприємство «Гладун», директор |
| Політична партія Всеукраїнське об'єднання «Батьківщина» |                                  |                       |                    |                                                             | |
| б/м                                                     | Коряк Сергій Володимирович       | 03.11.2010            | вища               | член Всеукраїнського об'єднання «Батьківщина»               | ТОВ «Приват Агро Груп», виконавчий директор |
| б/м                                                     | Ярошенко Віктор Прокопович       | 03.11.2010            | вища               | член Всеукраїнського об'єднання «Батьківщина»               | пенсіонер |
| Політична партія Всеукраїнське об'єднання «Громада»     |                                  |                       |                    |                                                             | |
| 8                                                       | Здор Валентин Михайлович         | 03.11.2010            | вища               | член Політичної партії Всеукраїнського об'єднання «Громада» | приватний підприємець |
| 14                                                      | Шарий Олег Миколайович           | 03.11.2010            | середня спеціальна | член Політичної партії Всеукраїнського об'єднання «Громада» | ВАТ"Укртелеком", водій |
| Політична партія «Сильна Україна»                       |                                  |                       |                    |                                                             | |
| б/м                                                     | Мартиненко Сергій Віталійович    | 03.11.2010            | вища               | член Політичної партії «Сильна Україна»                     | пенсіонер |
| Політична партія «Фронт Змін»                           |                                  |                       |                    |                                                             | |
| б/м                                                     | Мудрий Віктор Олексійович        | 03.11.2010            | вища               | член Політичної партії «Фронт Змін»                         | приватний підприємець |
| б/м                                                     | Плевіч Вікторія Юріївна          | 03.11.2010            | вища               | член Політичної партії «Фронт Змін»                         | ПП «Промтекс», директор |